# Soft Law
Soft Law ist eine Bezeichnung für nicht verbindliche Übereinkünfte, Absichtserklärungen oder Leitlinien. Im Gegensatz zum Hard Law, zu dessen Vollzug sich die Beteiligten verbindlich verpflichten, stellt das Soft Law eine weniger strenge Selbstbindung dar, wobei dies nicht zwangsläufig Wirkungslosigkeit impliziert.
Die Bezeichnung als Soft Law wird wegen seiner reduzierten Geltungskraft kritisiert, da es sich nur bei den zwingenden Normbefehlen des Hard Law um die Kategorie Law (Recht) handele.
Soft Law ist vor allem im internationalen Bereich anzutreffen, hat aber auch Eingang in die Corporate Governance gefunden.

## Völkerrechtliche Bedeutung
Trotz der fehlenden formalen Bindungswirkung z. B. der Resolutionen der UN-Generalversammlung, aber auch von Erklärungen anlässlich internationaler Konferenzen oder von Beschlüssen anderer Organisationen können diese als gleichartige Willensbekundungen einer Vielzahl von Staaten zur Entstehung von Gewohnheitsrecht beitragen. Entsprechend entstand vor allem in den späten 1960er Jahren die Forderung, dass den Resolutionen der Generalversammlung eine weiter gehende Bindungswirkung eingeräumt werden sollte.
Besonders in den Entwicklungsländern wurde dabei von einem rechtserzeugenden internationalen Konsens gesprochen, der zur spontanen oder sofortigen Schaffung von Gewohnheitsrecht oder so genanntem Soft Law, d. h. zumindest im Entstehen begriffenen Rechts mit Wirkung für alle Staaten (Erga-omnes-Wirkung) führe. Obwohl diese These nie von allen Staaten anerkannt worden ist, haben einzelne Resolutionen der Generalversammlung sicherlich wesentlichen Anteil an der verhältnismäßig raschen Entstehung von Gewohnheitsrecht – eine These, die auch vom Internationalen Gerichtshof bestätigt wird. Darüber hinaus werden solche Resolutionen auch immer wieder zur Auslegung des zwingenden Völkerrechts (ius cogens) herangezogen.
Ein weiteres Beispiel für anerkanntes Soft Law sind die Empfehlungen der Financial Action Task Force on Money Laundering (FATF) zur internationalen Bekämpfung der Geldwäsche. Umstritten ist, welche Wirkungen der politisch diskutierte Migrationspakt hat. Angesichts der fehlenden Bindungswirkung der Staaten wird auch dieser als soft law bezeichnet.